# 2011年1月中國大陸

## 1月1日
- “钱云会事件”首份公民调查团调查报告于2010年12月31日晚出炉。由彭剑律师、许志永博士、公民刘沙沙、张永攀和徐健组成的调查团经过48小时的调查后得出基本结论，认为浙江省乐清市蒲歧镇寨桥村村民钱云会之死是一场普通的交通事故，由于多种复杂因素的存在，导致该事“最终通过网络演变成了一个巨大的 公共事件”山东商报/新浪 （页面存档备份，存于）。
- 民众前往钱云会遇难地点寨桥村村口悼念，被警方以妨碍交通为由驱散。温州网/凤凰网 （页面存档备份，存于）昨天《春城晚报》曾报道，邻村村民黄迪燕在29日接受《东方早报》采访后，30日和老伴一起被警方带走。* 江苏省海门市审计局承认两天接待花10万，称审计得罪人导致曝光。山东商报/腾讯 （页面存档备份，存于）

## 1月3日
- 河南省驻马店市正阳县水利局临时决定强拆居民房屋。一居民欲阻止，被工程车碾死。现场执法者围观、嬉笑。过程被民众用手机录下。河南电视台/腾讯网（禁止网民评论） （页面存档备份，存于）参见驻马店碾人事件条目。
- 《成都商报》：警察家遭强拆，表明身份仍被城管持铁棍打断腿。成都商报-四川在线/腾讯
- 云南省盈江县1月1日至2日发生的多次小震（最大一次4.8级）造成2.36万多间房屋受损。新华网 中新网/腾讯 （页面存档备份，存于）而在国外，智利发生7.1级强震，引发停电。南方都市报A25版（报业网站）[]

## 1月4日
- 湖北省十堰市建设局职工检举领导被关精神病院14年，在其长大的女儿网上发帖表示愿卖身救父后，有望重获自由。羊城晚报/腾讯 （页面存档备份，存于）* 湖北省十堰市宣传部门斥责由郭元荣女儿卖身救父為虛構。发帖者彭宝泉因曾在精神病院巧遇被关进精神病院的郭元荣。因此获释后为了拯救郭元荣而策劃虛擬女兒「郭寒韻」並獲得10万网友点击與媒體關注。而醫院最終迫於壓力於1月4日放了郭元荣。新京报/腾讯 （页面存档备份，存于）

## 1月6日
- 安徽省省立儿童医院自上个月起不完全统计已查出本省安庆市怀宁县高河镇逾100名儿童血铅超标，而来该医院体检的儿童有200多名。家长疑为当地电源厂污染所致。新华网/网易* 中国人民大学90后女生做裸模维持学业，校内展出照片。她表示，她中学时跟爷爷奶奶生活，但房子被强拆，奶奶住院。绝望中，大雪天跪在市政府求告，无人理，保安也蔑视，称告也白告。于是决定发誓要通过读书来改变自己，迫于大学学费压力而做裸模。新京报/网易

## 1月7日
- 四川省绵阳市在顶楼住户未搬走情况下强行拆楼被媒体曝光。次日，上海东方卫视记者前往“空中楼阁”现场采访遭不明人士围殴，在当地居民帮助下得以脱身。新京报/腾讯 （页面存档备份，存于）

## 1月9日
- 湖南卫视推出中国第一档青春偶像榜样互动秀节目《给力星期天》。金鹰网 （页面存档备份，存于）

## 1月11日
- 深圳壹基金公益基金会挂牌成立，这一由李连杰创办的民间公益组织从此具备独立法人资格。新华网 （页面存档备份，存于）
- 《南方都市报》：江西省星子县政府给某酒店颁发颁发“保护牌”，未经中共县委、县政府同意，酒店无人能检查。当局回应称，这是为了保护投资者合法权益不受侵害。南方都市报/南都网

## 1月12日
- 中共中央政治局常委、国家副主席习近平在人民大会堂会见了以蔡冠深为团长的香港中华总商会访京团全体成员，习近平对香港中华总商会新一届会董会的成立表示祝贺[1]。

## 1月13日
- 广西柳州市市政府在雒容镇今晨强征土地引发冲突。市政府出动约六百名防暴警察，带着狼狗和多辆铲车强行征收该镇的双仁屯。现场照片显示，有村民村民受伤，并有村民打出“土地是农民命根”之横幅。市长网/腾讯 （页面存档备份，存于）

## 1月19日
- 中国互联网络信息中心（CNNIC）公布《第27次中国互联网络发展状况统计报告》。截至2010年底，中国大陆网民规模达4.57亿（其中宽带比例98.3%），普及率达34.3%；网民平均每周上网18.3小时，手机网民规模达3.03亿，仍为总体规模增长主动力；IPv4向IPv6转换压力紧迫，域名总数、.cn域名数量继续大幅下降，国际出口带宽增长至1.1Tbps。搜索引擎升温，电子商务高速增长，微博客、团购初具规模。CNNIC* 当地时间中午12时07分，安徽省安庆市市辖区、怀宁县交界(北纬30.6,东经117.1)发生4.8级地震，此后发生多次余震。这是安庆50年来规模最大的地震，江苏部分地区，如南京市区等亦有震感。

## 1月23日
- 四川人杨耀辉指自己原名楊根奎，是淞沪会战「八百壯士」的國民黨籍老兵，90多歲沒养老金希望四川金堂縣政府幫忙，因為他聲稱「官方建议其去台湾找国民党」引起輿論關注。[2]。後來他的身份被證偽。[3][4]
- 河南省林州市供暖基本恢复。十多天前，《新京报》等媒体曾报道市政当局为了完成国务院的“节能减排”任务，在气温零下十摄氏度的酷寒天气下，停暖气，关电厂。新华网/网易

## 1月25日
- 国家副主席习近平在北京钓鱼台国宾馆会见汤加国王图普五世[5]。
- 《中国青年报》：3名少年因“疑似抢劫强奸”被羁押402天，脖子被当局挂上“抢劫强奸”板牌游街示众，获释后，称遭到了刑讯逼供，要求赔偿并恢复名誉但被拒。检方称，“应认定为故意作虚伪供述”。中国青年报/网易 （页面存档备份，存于）

## 1月26日
- 甘肃省武威市官员裴树唐被人诬告强奸入狱7年，申诉25年于今日终于被判无罪，此时距离诬告者书面承认诬告已逾10年。如今已妻离子散的裴树唐，感谢媒体的报道，使得司法机关快速地纠正了这起冤案。他更是“遥扣京城谢党（共产党）恩”。兰州晨报/网易（参见：叩头。）
- 新华网、《第一财经日报》：2011年1月26日，我爸是李刚案庭审从上午9时开始，10时40分结束。公诉人望都县人民检察院以“交通肇事罪”起诉李启铭，李启铭当庭认罪。望都县人民法院将择日宣判。被害人家属、被告人家属、河大师生代表、部分媒体记者、驻地人大代表、政协委员旁听了庭审腾讯、新华 （页面存档备份，存于）。 庭审中，公诉机关望都县人民检察院提出李启铭的行为虽然具有危害公共安全的情节，但仍以“交通肇事罪”对李启铭提起公诉，并建议对其判处三到七年。李启铭 的律师请求法院判处李启铭三年徒刑，并施予缓刑。陈晓凤的哥哥陈林对这一罪名不认同，他曾要求以“以危险方法危害公共安全罪”起诉李启铭，但被驳回。第一财经日报[]* 2011年1月26日，一新浪微博网友发了一条“快来看看赖昌星微博的微博”。赖昌星于2011年1月9日4点28分发了一条“在温哥华”仅四个字的微博，经确认这是赖昌星本人发的微博，并且“@赖昌星微博”还得到了新浪的认证。不过赖昌星的微博在2011年1月26日中午被新浪关闭。
- 中共中央政治局常委、中央书记处书记、国家副主席习近平分别来到中国工程院院士王忠诚，中国科学院院士孙家栋、李振声家中，代表胡锦涛总书记和党中央看望这三位为新中国科技事业作出突出贡献的著名科学家，向他们致以诚挚的问候和新春的祝福[6]。

## 1月27日
- 《时代周报》：奴役智障人士的陕西省洋县戚氏镇五郎庙砖厂虽已被当局宣布查封了17天，工厂却运转依旧，智障奴工依然不能自由。时代周报（报社网站）

## 1月31日
- 《瞭望东方周刊》：《中华人民共和国物权法》规定“住宅建设用地使用权期限届满的，自动续期”，上海市规土局公告某商品房期满处理方法为70年后“无偿收回”。上海市规土局表示，“一切以公告为准”。瞭望东方周刊/腾讯 （页面存档备份，存于）